# Моран
 Тази статия е за белгийската певица.  За английския актьор вижте Ник Моран.  За селището вижте Моран (Франция).
Мора̀н (на френски: Maurane) е белгийска певица.

## Биография
Тя е родена на 12 ноември 1960 година в Иксел в семейството на учители по музика. Започва професионалната си кариера в края на 70-те години и постига широка известност през втората половина на 80-те, когато издава два успешни албума и изнася първите си големи концерти във Франция.
Умира на 7 май 2018 г. в Схарбек, Белгия.